# Фрайцайтпарк Видау (стадион)
Фрайцайтпарк Видау (нем. Freizeitpark Widau) — футбольный стадион в Руггелле, Лихтенштейн. Стадион вмещает 500 зрителей. Является домашней ареной футбольного клуба «Руггелль», выступающем в швейцарской третьей лиге — седьмом уровне футбольной пирамиды. Стадион «Фрайцайтпарк Видау» был построен в 2002 году и открыт 31 августа того же года. Он представляет собой большой и удобный комплекс, где, помимо официальной команды, могут заниматься спортом все желающие. На основном футбольном поле клуба «Руггелль» уложен первый в Лихтенштейне искусственный газон.

## История
«Фрайцайтпарк Видау» был построен в 2002 году и официально открыт  31 августа того же года.
На стадионе также играет вторая команда «Руггелля» — «Руггелль II»